# Elidar (woreda)
Ne doit pas être confondu avec Elidar.
Elidar est l’un des 29 woredas de la région Afar.